# Эна (департамент)
Э́на (фр. Aisne, пикард. Ainne) — департамент на севере Франции, один из департаментов региона О-де-Франс. Порядковый номер — 2. Административный центр — Лан. Население — 533 316 человек (50-е место среди департаментов, данные 2018 г.).

## География
Департамент Эна является частью региона О-де-Франс в исторической области Пикардия и граничит с французскими департаментами Па-де-Кале, Нор, Сомма, Уаза, Марна, Арденны, Сена и Марна, а также с Бельгией. Через территорию департамента протекают реки Эна, давшая ему своё название, Эско (Шельда), Марна, Уаза, Сомма, а также большое количество их притоков. Площадь территории — 7361,68 км².
Главными городами департамента (с населением свыше 10 тыс. человек) являются Сен-Кантен, Суасон, Лан, Шато-Тьерри, Тернье, Шони, Виллер-Котре. Жители департамента в основном говорят на современном французском языке; на севере встречается пикардский диалект, на юге — шампанский.

## История
В 486 году в Сражении при Суассоне франки Хлодвига разбили армию римского наместника в Галлии Сиагрия, что стало концом Римской империи. В 752 году в том же Суассоне короновался Пипин Короткий,  первый король династии Каролингов. В период поздних Каролингов и первых Капетингов составлял практически все собственные территориальные владения французских королей.
В 1539 году в своем замке Виллер-Котре король Франциск I подписал знаменитый Ордонанс Виллер-Котре, закрепивший статус французского языка как государственного (вместо латыни) и способствовавший превращению Франции в унитарное государство. В 1544 году тот же Франциск I подписал в Крепи мирное соглашение с императором Карлом V, положившее конец итальянским войнам.
Эна стал одним из первых 83 департаментов, образованных во время Великой французской революции в марте 1790 г. на территории бывших провинций Иль-де-Франс, Пикардия и Шампань.
Во время Первой мировой войны департамент Эна стал ареной кровопролитных сражений; Вторая битва на Эне, также известная как Наступление Нивеля, в апреле-мае 1917 года закончилось большими потерями для стран Антанты, прежде всего французов.
Во время Второй мировой войны в департаменте, особенно в лесах Виллер-Котре и Вассини, а также в главных железнодорожных узлах, действовали сильные отряды Сопротивления, которые в конце войны даже могли отбивать у немцев населенные пункты.

## Экономика

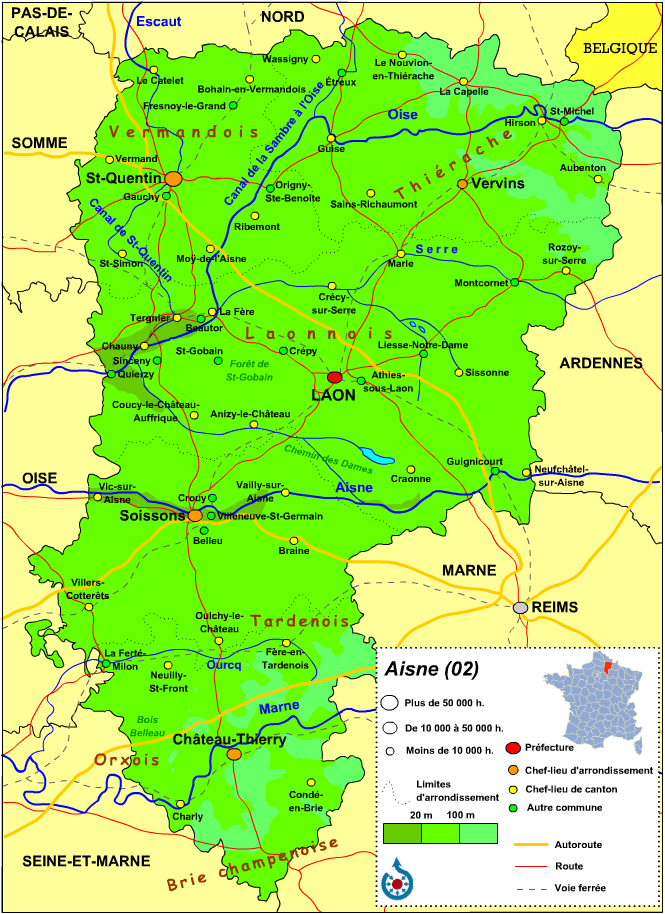

Департамент Эна является одним из важнейших сельскохозяйственных регионов в районе Парижа. Специализируется на выращивании сахарной свеклы, пшеницы, картофеля. Около 20 % трудоспособного населения занято в промышленности, испытывающей трудности. Глобализация экономики приводит к закрытию многих мелких и средних предприятий; чтобы сократить достаточно высокий уровень безработицы и привлечь новые технологии власти, создали на территории департамента два промышленных кластера.
Структура занятости населения:
- сельское хозяйство — 4,8 %
- промышленность — 14,6 %
- строительство — 6,2 %
- торговля, транспорт и сфера услуг — 37,5 %
- государственные и муниципальные службы — 37,0 %

Уровень безработицы (2017 год) — 17,8 % (Франция в целом — 13,4 %). 

Среднегодовой доход на 1 человека, евро (2018 год) — 19 690 (Франция в целом — 21 730).

## Административное деление
Департамент включает 5 округов, 21 кантон и 799 коммун.

### Округа
- Вервен
- Лан
- Сен-Кантен
- Суасон
- Шато-Тьерри

## Туризм
Для туристов наибольший интерес представляют города Сен-Кантен, Суасон, Лан, Шато-Тьерри с сохранившимися со времен Средневековья соборами, фрагментами крепостных стен и старинными зданиями. В Сен-Кантене и Суасоне имееюся художественный и археологический музеи.
Вокруг озера Элет в 14 км к югу от Лана открыт парк отдыха, один из пяти парков серии Center Park на территории Франции. Также популярны поездки по каналу Сен-Кантен на старинном речном судне.

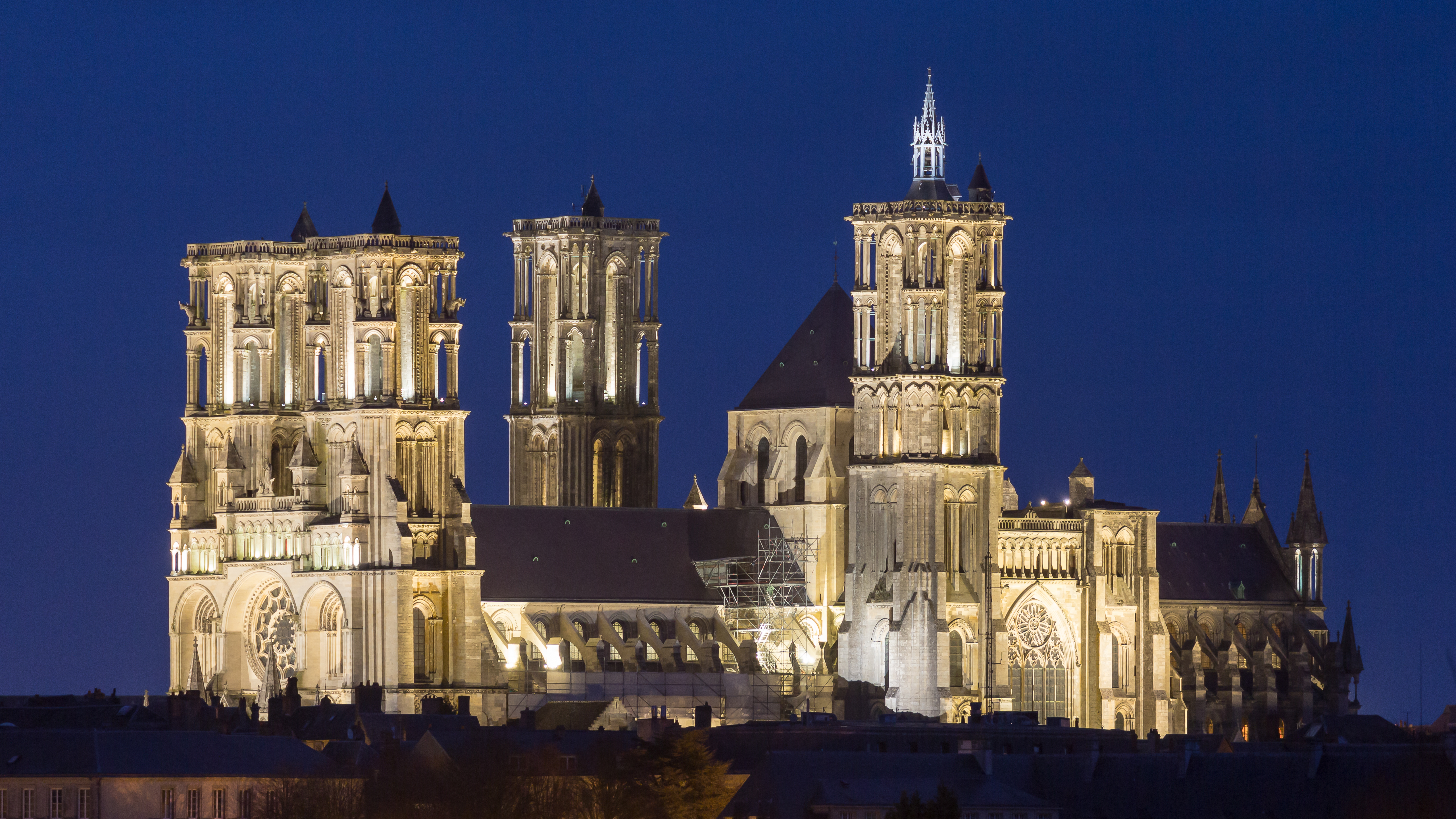
Собор Нотр-Дам в Лане
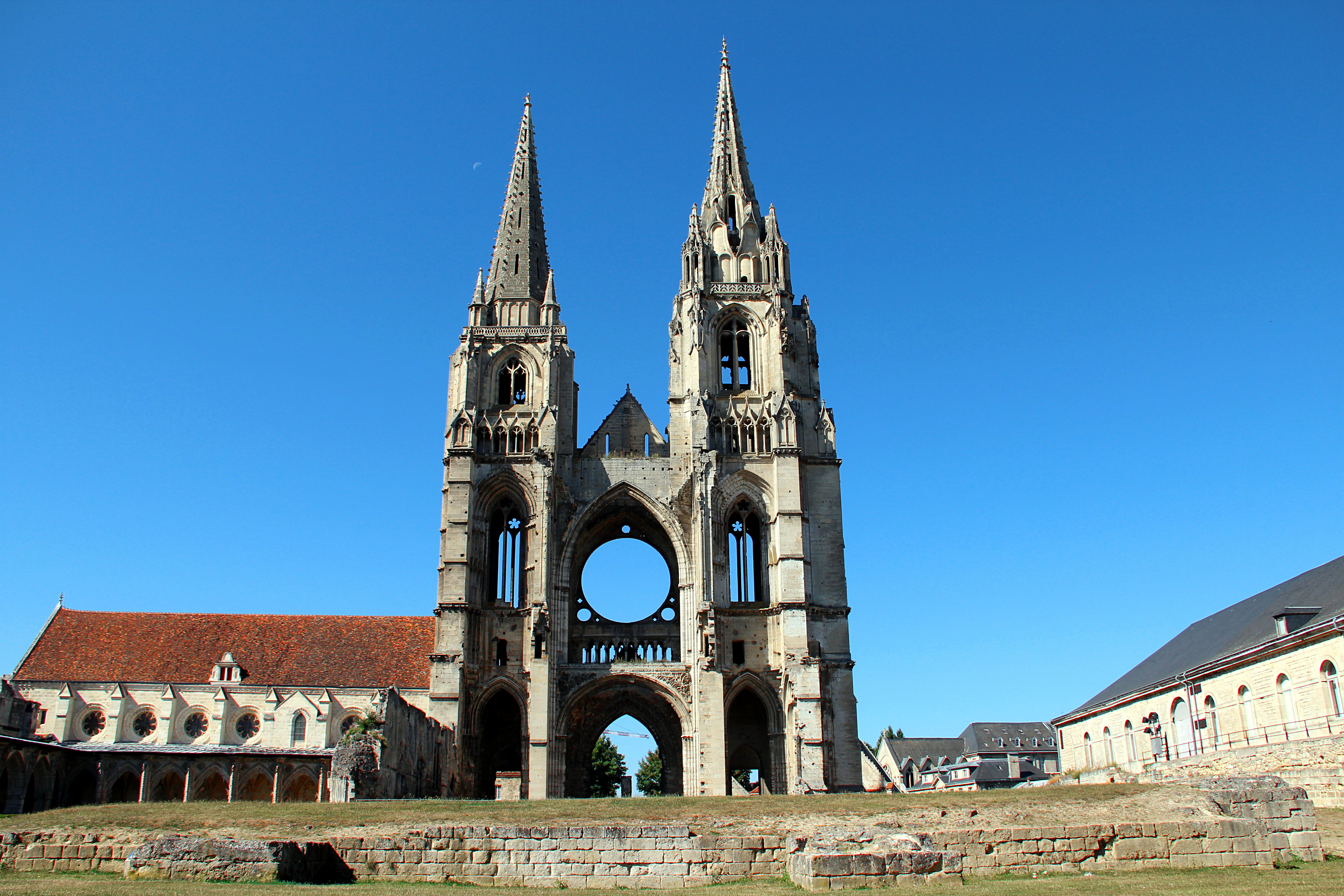
Башни аббатства Сен-Жан-де-Винь в Суасоне
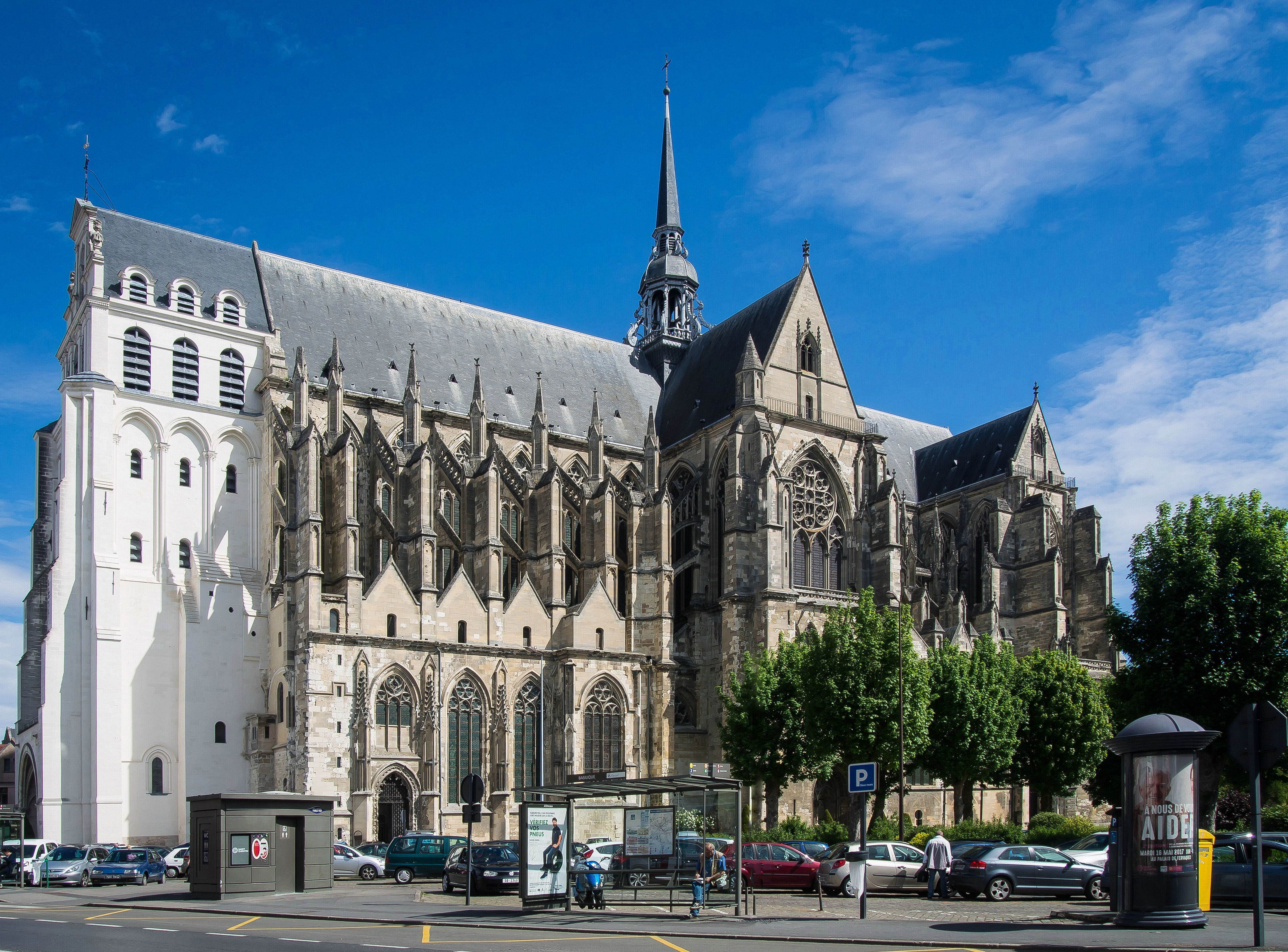
Базилика Сен-Кантен
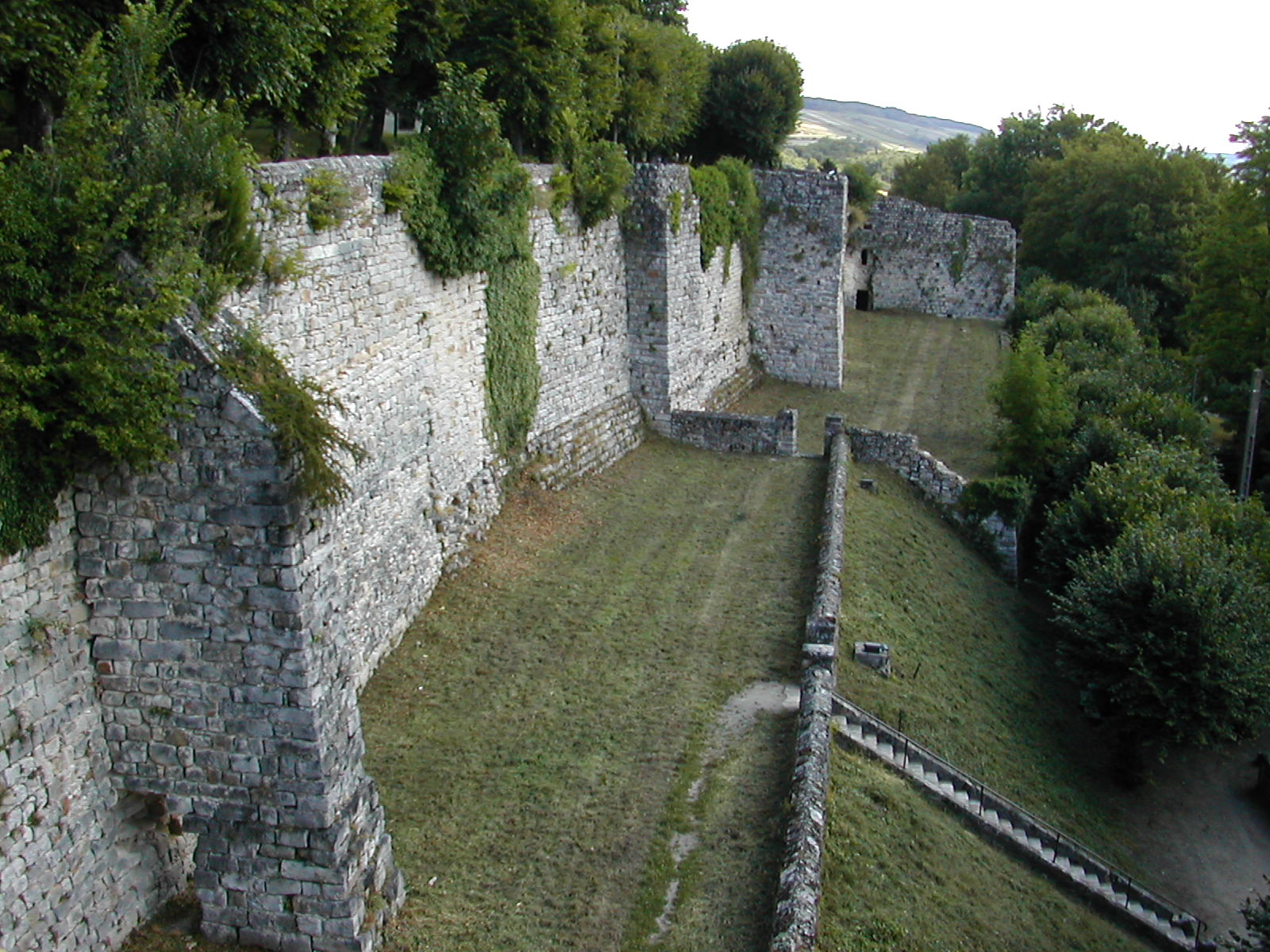
Стена замка Шато-Тьерри
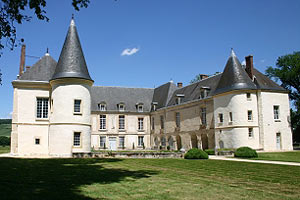
Шато Конде в Конде-ан-Бри
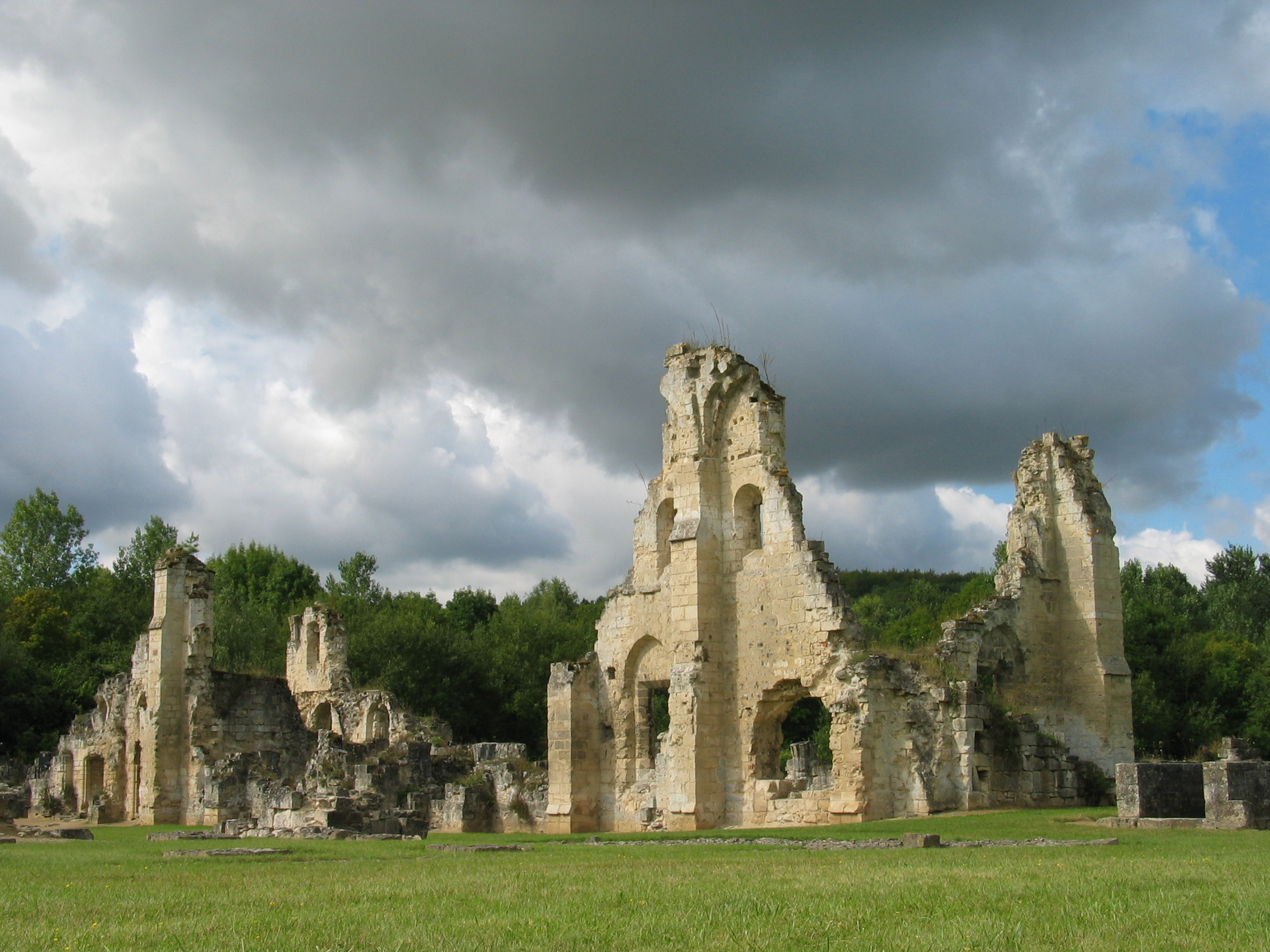
Руины аббатства Воклер в деревне Буконвиль-Воклер
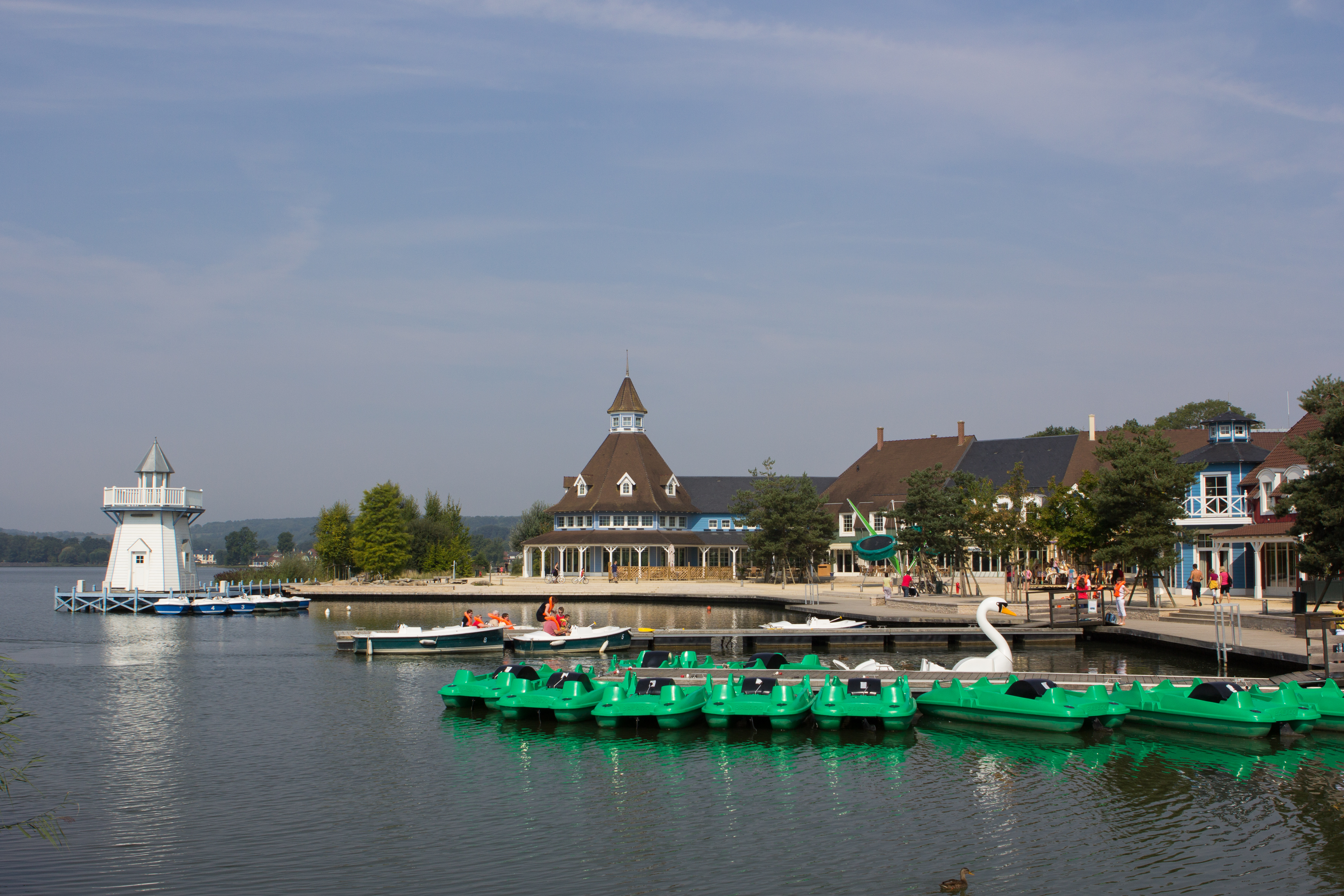
Парк отдыха на озере Элет

## Политика
Результаты голосования жителей департамента на Президентских выборах 2022 г.:
1-й тур: Марин Ле Пен (Национальное объединение) — 39,25 %; Эмманюэль Макрон ("Вперёд, Республика!") — 22,09 %; Жан-Люк Меланшон («Непокорённая Франция») — 15,49 %;  Эрик Земмур («Реконкиста») — 6,87 %; Прочие кандидаты — менее 5 %.
2-й тур: Марин Ле Пен — 59,91 % (в целом по стране — 41,45 %); Эмманюэль Макрон — 40,09 % (в целом по стране — 58,55 %).

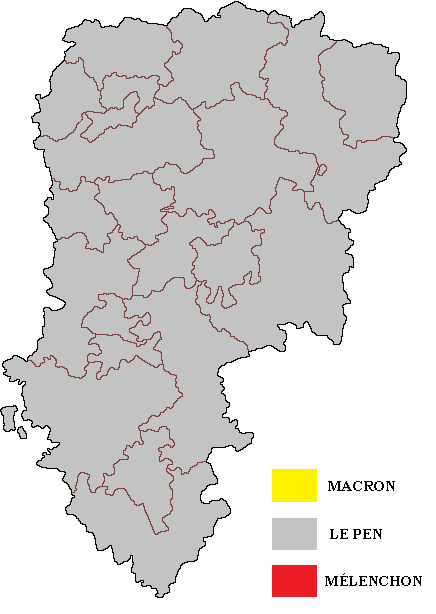
Президентские выборы 2022. Результаты 1 тура (по кантонам)
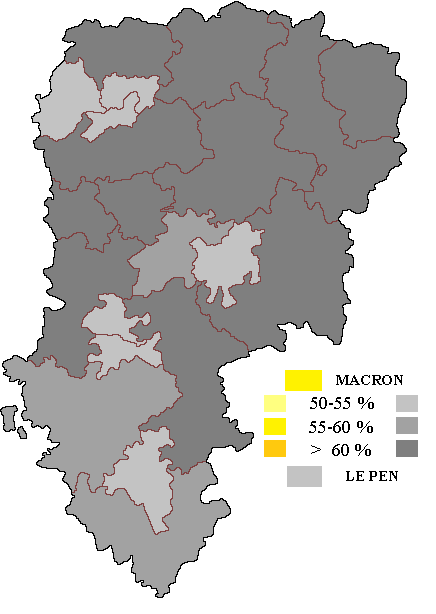
Президентские выборы 2022. Результаты 2 тура (по кантонам)
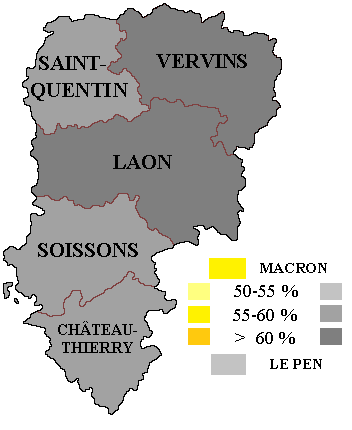
Президентские выборы 2022. Результаты 2 тура (по округам)

(2017 год — 1-й тур: Марин Ле Пен (Национальный фронт) — 35,67 %; Эмманюэль Макрон ("Вперёд!") — 17,94 %; Жан-Люк Меланшон («Непокорённая Франция») — 16,99 %;  Франсуа Фийон (Республиканцы) — 16,30 %; Николя Дюпон-Эньян (Вставай, Франция) — 5,08 %; Прочие кандидаты — менее 5 %. 2-й тур: Марин Ле Пен — 52,91 % (в целом по стране — 33,90 %); Эмманюэль Макрон — 47,09 % (в целом по стране — 66,10 %)).
(2012 год — 1-й тур: Франсуа Олланд (Социалистическая партия) — 27,10 %; Марин Ле Пен (Национальный фронт) —  26,33 %; Николя Саркози (Союз за народное движение) — 24,20 %; Жан-Люк Меланшон (Левый фронт) — 10,19 %; Франсуа Байру (Демократическое движение) — 6,68 %. Прочие кандидаты — менее 5 %. 2-й тур: Франсуа Олланд — 52,40 % (в целом по стране — 51,62 %); Николя Саркози — 47,60 % (в целом по стране — 48,38 %)).
(2007 год — 1-й тур: Николя Саркози (Союз за народное движение) — 29,30 %; Сеголен Руаяль (Социалистическая партия) — 23,42 % ; Жан-Мари Ле Пен (Национальный фронт) — 17,28 %; Франсуа Байру (Союз за французскую демократию) — 13,51 %. 2-й тур: Николя Саркози — 53,36 % (в целом по стране — 53,06 %); Сеголен Руаяль — 46,64 % (в целом по стране — 46,94 %)).
В результате выборов в Национальное собрание в 2022 г. 5 мандатов от департамента Эна распределились следующим образом: "Национальное объединение" — 3, "Республиканцы" — 1, Разные левые — 1. (2017 год — 5 мандатов: "Вперед, Республика!" — 3, СП — 1, "Республиканцы"; 2012 год — 5 мандатов: СП — 2, СНД — 1, Разные левые  — 2; 2007 год — 5 мандатов: СП — 2, СНД — 2, Разные левые — 1).
На выборах в Совет региона О-де-Франс в 2021 году во 2-м туре победил «правый блок» во главе с действующим президентом Совета Ксавье Бертраном, получивший 57,22 % голосов, вторым было «Национальное объединение во главе с депутатом Национального собрания Себастьеном Шеню — 27,17 %, третьим – левый блок» во главе с депутатом Европейского парламента Каримой Делли — 15,61 %. (2015 год: 1-й тур: Национальный фронт — 43,55 %, «правый блок» — 29,02 %, «левый блок» — 13,81 %; 2-й тур: «правый блок» — 53,76 %, Национальный фронт — 46,24 %).

## Совет департамента
После выборов 2021 года в Совете департамента образована правящая коалиция правых, центристских и левоцентристских партий. Президент Совета департамента — Николя Фрикото (Nicolas Fricoteaux), Союз демократов и независимых.
Состав Совета департамента (2021—2028):
|                        | Партия                        | Кол-во мест            | +/- (к 2015 г.)        |
| Большинство (36 мест): | Большинство (36 мест):        | Большинство (36 мест): | Большинство (36 мест): |
| ---------------------- | ----------------------------- | ---------------------- | ---------------------- |
|                        | Разные правые                 | 9                      | +6                     |
|                        | Республиканцы                 | 8                      | -2                     |
|                        | Союз демократов и независимых | 4                      | -1                     |
|                        | Разные левые                  | 6                      | +2                     |
|                        | Разные центристы              | 4                      | +4                     |
|                        | Прочие                        | 2                      | +2                     |
|                        | Вперёд, Республика!           | 1                      | +1                     |
|                        | Радикальное движение          | 1                      | 0                      |
|                        | Социалистическая партия       | 1                      | 0                      |
| Оппозиция: (6 мест)    |                               |                        |                        |
|                        | Коммунистическая партия       | 3                      | -2                     |
|                        | Социалистическая партия       | 2                      | −2                     |
|                        | Европа Экология Зелёные       | 1                      | 0                      |